# ジョルディ・クルークス
ジョルディ・クルークス（Jordy Croux、1994年1月15日 - ）は、ベルギー・リンブルフ州ハッセルト出身のプロサッカー選手。Jリーグ・横浜F・マリノス所属。ポジションはミッドフィールダー（MF）。

## 経歴

### クラブ
地元クラブでプレーをはじめ、7歳の時にKRCヘンクのアカデミーに入団。2012年3月21日のKAAヘント戦で16歳でトップチームデビューを果たした。試合中、監督から呼ばれて、本当に自分なのか分からなかったため、「僕ですか?」と聞き返したところ、「お前だ、早く来い!」と言われた。ピッチに立つまで、体が震えるくらい緊張したという。
9月26日、ベルギーカップのロイヤル・ユニオン・サン＝ジロワーズ戦で初ゴールを決めた。当時は高校に通いながらプロの試合を土日にプレーしていたが、両立が難しく、試合をこなすために高校を中退した。
2013-14シーズン冬の移籍期間の最終日である2014年1月31日、OHルーヴェンに半シーズン期限付き移籍することが発表された。2014-15シーズンはチームメイト3人とともにMVVマーストリヒトに1シーズン期限付き移籍した。2015年3月末、クラブから契約を延長しないことが発表された。
2015年6月、直前まで期限付き移籍で加入していたMVVマーストリヒトと2017年半ばまでの契約を新たに結んだ。
2016年夏、エールディヴィジのヴィレムIIに移籍した。ヴィレムではポジションの確保に苦戦し、2018-19シーズンの後半は古巣MVVマーストリヒトに期限付き移籍で復帰した。
契約期間満了後、MVVマーストリヒトのライバルであるローダJCに加入した。この移籍はマーストリヒトのサポーターの反感を買い、2019年9月1日に開催されたMVVマーストリヒト対ローダJCの試合ではマーストリヒトサポーターがクルークスにビールやその他の物を投げつけたため、試合が中止される騒ぎとなった。

### Jリーグ
2021年1月8日、J1リーグのアビスパ福岡に完全移籍で加入することが発表された。セレッソ大阪公式サイトによる選手紹介ページでは「コロナ禍で家族が来日できず、7ヶ月ほど会えない日々が続いたことは辛かった」とコメントしている。
2022年、31試合出場で4得点4アシストを記録し、2年連続のJ1残留に貢献。12月7日、退団することが発表された。
2023年より、セレッソ大阪に加入。シーズン序盤は特徴を発揮することはできず出場機会を失ったものの、監督の小菊昭雄によって自身の特徴と戦術の決まり事のバランスが調整されたことで活躍し、先発に定着した。親善試合のパリサンジェルマン戦では、同点弾を決めて逆転勝ちに貢献した。
2024年、リーグカップ戦で町田ゼルビアと対戦し、代名詞の角度45度からのミドルシュートで先制点を決めた。相手監督の黒田剛は「防ぐのが難しいほどのクオリティ」と賛辞を送った。しかし、新加入のルーカス・フェルナンデスがすぐさまチームに適応し、5人定員の外国籍枠から押し出されるかたちで出場機会は激減していた。
7月16日、ジュビロ磐田へ完全移籍することが発表された。ちなみに磐田移籍前に最後にセレッソの選手として出場したのが、6月22日に行われた磐田戦であった。磐田移籍後は出場機会も増え、第33節の広島戦以降は全てスタメンで出場。降格圏に沈むチームの中で奮闘するも、チームはリーグ18位で降格となった。
2025年、J2リーグのアシストランキングでトップを独走。その活躍が認められ、J1・横浜F・マリノスが移籍濃厚のヤン・マテウスの後釜としてオファー。8月20日、両クラブは磐田から横浜FMへの完全移籍を発表した。

### 代表
年代別のベルギー代表歴がある。当時の同僚はティボ・クルトゥワ、ケヴィン・デ・ブライネ、エデン・アザール。彼らについては「一緒にプレーしている時も、本当に格が違う。デ・ブライネは、2つ3つ先に何が起こるかを分かっている。それをもとに動いていることを肌で感じた。もうこれは「すごいな」と。」と話している。

## 個人成績
| 国内大会個人成績 | 国内大会個人成績 | 国内大会個人成績 | 国内大会個人成績 | 国内大会個人成績 | 国内大会個人成績 | 国内大会個人成績 | 国内大会個人成績 | 国内大会個人成績 | 国内大会個人成績 | 国内大会個人成績 | 国内大会個人成績 |
| 年度             | クラブ           | 背番号           | リーグ           | リーグ戦         | リーグ戦         | リーグ杯         | リーグ杯         | オープン杯       | オープン杯       | 期間通算         | 期間通算         |
| 年度             | クラブ           | 背番号           | リーグ           | 出場             | 得点             | 出場             | 得点             | 出場             | 得点             | 出場             | 得点             |
| ベルギー         | ベルギー         | ベルギー         | ベルギー         | リーグ戦         | リーグ戦         | リーグ杯         | リーグ杯         | ベルギー杯       | ベルギー杯       | 期間通算         | 期間通算         |
| ---------------- | ---------------- | ---------------- | ---------------- | ---------------- | ---------------- | ---------------- | ---------------- | ---------------- | ---------------- | ---------------- | ---------------- |
| 2011-12          | ヘンク           |                  | ジュピラー       | 10               | 0                | -                | -                | 2                | 0                | 12               | 0                |
| 2012-13          | ヘンク           |                  | ジュピラー       | 6                | 0                | -                | -                | 0                | 0                | 6                | 0                |
| 2013-14          | ヘンク           |                  | ジュピラー       | 2                | 0                | -                | -                | 0                | 0                | 2                | 0                |
| 2013-14          | ルーヴェン       |                  | ジュピラー       | 2                | 0                | -                | -                | -                | -                | 2                | 0                |
| オランダ         | オランダ         | オランダ         | オランダ         | リーグ戦         | リーグ戦         | リーグ杯         | リーグ杯         | KNVBカップ       | KNVBカップ       | 期間通算         | 期間通算         |
| 2014-15          | MVV              |                  | エールディヴィジ | 38               | 5                | -                | -                | 2                | 1                | 40               | 6                |
| 2015-16          | MVV              |                  | エールディヴィジ | 35               | 8                | -                | -                | 1                | 0                | 36               | 8                |
| 2016-17          | MVV              |                  | エールディヴィジ | 5                | 2                | -                | -                | -                | -                | 5                | 2                |
| 2016-17          | ヴィレムII       |                  | エールディヴィジ | 29               | 1                | -                | -                | 1                | 0                | 30               | 1                |
| 2017-18          | ヴィレムII       |                  | エールディヴィジ | 22               | 1                | -                | -                | 2                | 0                | 24               | 1                |
| 2018-19          | ヴィレムII       |                  | エールディヴィジ | 8                | 0                | -                | -                | 3                | 0                | 11               | 0                |
| 2018-19          | MVV              |                  | エールディヴィジ | 14               | 3                | -                | -                | -                | -                | 14               | 3                |
| 2019-20          | ローダ           |                  | エールディヴィジ | 29               | 3                | -                | -                | 2                | 0                | 31               | 3                |
| 2020-21          | ローダ           |                  | エールディヴィジ | 16               | 3                | -                | -                | 1                | 0                | 17               | 3                |
| 日本             | 日本             | 日本             | 日本             | リーグ戦         | リーグ戦         | リーグ杯         | リーグ杯         | 天皇杯           | 天皇杯           | 期間通算         | 期間通算         |
| 2021             | 福岡             | 14               | J1               | 25               | 4                | 1                | 1                | 2                | 2                | 28               | 7                |
| 2022             | 福岡             | 14               | J1               | 31               | 4                | 10               | 1                | 4                | 0                | 45               | 5                |
| 2023             | C大阪            | 11               | J1               | 27               | 2                | 3                | 0                | 2                | 0                | 32               | 2                |
| 2024             | C大阪            | 11               | J1               | 9                | 0                | 3                | 1                | 2                | 0                | 14               | 1                |
| 2024             | 磐田             | 23               | J1               | 14               | 1                | -                | -                | -                | -                | 14               | 1                |
| 2025             | 磐田             | 23               | J2               | 26               | 3                | 3                | 0                | 0                | 0                | 29               | 3                |
| 2025             | 横浜FM           | 37               | J1               |                  |                  |                  |                  | -                | -                |                  |                  |
| 通算             | ベルギー         | ベルギー         | ジュピラー       | 20               | 0                | -                | -                | 2                | 0                | 22               | 0                |
| 通算             | オランダ         | オランダ         | エールディヴィジ | 196              | 26               | -                | -                | 12               | 1                | 208              | 17               |
| 通算             | 日本             | 日本             | J1               | 106              | 11               | 17               | 3                | 10               | 2                | 133              | 16               |
| 通算             | 日本             | 日本             | J2               | 26               | 3                | 3                | 0                | 0                | 0                | 29               | 3                |
| 総通算           | 総通算           | 総通算           | 総通算           | 348              | 40               | 20               | 3                | 24               | 3                | 392              | 36               |

## タイトル

### クラブ
KRCヘンク
- ベルギーカップ : (2013)